# Sandro Veronesi
Sandro Veronesi (n. 1 aprilie 1959, Florența, Italia) este un scriitor italian.
A câștigat Premiul Strega în 2006 pentru Caos calmo și în 2020 pentru Il colibrì.